# Esacus
Esacus – rodzaj ptaków z rodziny kulonów (Burhinidae).

## Zasięg występowania
Rodzaj obejmuje gatunki występujące w Azji (Iran, Chińska Republika Ludowa (włącznie z Hajnanem), Pakistan, Indie, Sri Lanka, Nepal, Bhutan, Bangladesz, Mjanma, Laos, Wietnam, Kambodża, Tajlandia, Malezja, Singapur, Filipiny, Brunei, Indonezja i Timor Wschodni), w Australii oraz Oceanii (Wyspy Salomona, Vanuatu i Nowa Kaledonia).

## Morfologia
Długość ciała 41,5–57 cm, rozpiętość skrzydeł 90–100 cm; masa ciała 790–1130 g.

## Systematyka

### Etymologia
- Esacus: gr. αισακος aisakos „niezidentyfikowany ptak”, później wiązany z rudzikiem (sic), siewkami lub kormoranami (w mitologii greckiej Ajsakos (łac. Aesacus), książę Troi i syn Priama, spowodował śmierć nimfy Hesperii, po czym popełnił samobójstwo, aby dzielić z nią wieczność i został przemieniony w długoszyją i długonogą siewkę; inna wersja mitu mówi, że poślubił Sterope i załamany jej przedwczesną śmiercią, rzucił się do morza, przeradzając się w kormorana)[10].
- Carvanaca (Carvanica, Carvanacus): nazwa Kărwānăk, Carvának lub Carbának oznaczająca w hindi kulona[11]. Gatunek typowy: Carvanaca grisea Hodgson, 1837 (= Oedicnemus recurvirostris Cuvier, 1829).
- Pseudops: gr. ψευδος pseudos „fałszywy, inny”; ωψ ōps, ωπος ōpos „oblicze”[12]. Nowa, klasyczna nazwa dla Carvanaca Hodgson, 1837.
- Orthorhamphus: gr. ορθος orthos „prosty”; ῥαμφος rhamphos „dziób”[13]. Gatunek typowy: Oedicnemus magnirostris Vieillot, 1818.

### Podział systematyczny
Do rodzaju należą następujące gatunki:
- Esacus recurvirostris (Cuvier, 1829) – kulon wielkodzioby
- Esacus magnirostris (Vieillot, 1818) – kulon plażowy